# Edward Kasner
Edward Kasner (Nova Iorque, 2 de abril de 1878 — Nova Iorque, 7 de janeiro de 1955) foi um matemático estadunidense.
Foi professor da Universidade de Columbia. Inventou em 1938 o googol, número que equivale à centésima potência do número dez. Apresentou este número astronômico em seu livro A Matemática e a Imaginação.